# Schwedischer Aktuarverein
Der Schwedische Aktuarverein (schwedisch: Svenska Aktuarieföreningen)  ist die berufsständische Vertretung der als Aktuare in Schweden tätigen Versicherungsmathematiker. Die Organisation hat ihren Sitz in Stockholm.

## Geschichte und Hintergrund
Der Schwedische Aktuarverein gründete sich im März 1904. Satzungsgemäß gehören zu den Zielen der Organisation die Weiterentwicklung der Aktuarwissenschaften, das Sicherstellen einer ausreichenden Qualifikation und Weiterbildung der Aktuare, die Beratung und Unterstützung ihrer Mitglieder bei fachlichen Fragen, die Entwicklung einer berufsständischen Ethik und die Interessenvertretung ihrer Mitglieder auf nationaler und internationaler Ebene und tritt dabei insbesondere mit Lobbyarbeit in Erscheinung. Hierzu ist der Verein Mitglied in der Europäischen Aktuarvereinigung (EAA) und der International Actuarial Association (IAA).
Nach Angaben auf der Vereinshomepage sind 487 Mitglieder in der Vereinigung organisiert (Stand: Ende 2013).